# Ружинска, Славейка
Славейка Николова Ружинска (род. 30 января 1983, Кубрат, Разградская область) — болгарская тяжелоатлетка, выступавшая в весовой категории до 69 килограммов и до 75 килограммов. Призёр чемпионатов мира и Европы, участница Олимпийских игр.

## Биография
Славейка Ружинска родилась 30 января 1983 года.

## Карьера
На чемпионате мира по тяжёлой атлетике среди юниоров 2002 Славейка Ружинска выступала в весовой категории до 69 килограммов. Она подняла 95 кг в рывке и 110 кг в толчке. Её сумма 205 кг позволила стать девятой.
На взрослом чемпионате мира 2003 года в Ванкувере Славейка Ружинска выступала в весовой категории до 75 килограммов. Болгарская тяжелоатлетка подняла в рывке 112,5 килограммов. В толчке она справилась с весом 140 кг, и с результатом 252,5 кг завоевала серебряную медаль.
Славейка Ружинска принимала участие на летних Олимпийских играх 2004 года в Афинах. Она выступала в весовой категории до 69 килограммов, и подняв в рывке и толчке 115 и 135 кг, соответственно, заняла четвёртое место с суммой 250 кг.
На чемпионате мира 2007 года Славейка Ружинска стала лишь семнадцатой, подняв 96 и 112 кг в сумме двух упражнений. В следующем году она завоевала бронзовую медаль чемпионата Европы, подняв 219 кг в сумме (95 + 124).